# Hymn (singel Luxtorpedy)
Hymn – pierwszy singel z drugiej płyty zespołu Luxtorpeda. Oficjalna premiera singla odbyła się 25 kwietnia 2012 r. na antenie radia Eska Rock na liście przebojów NRD. Pieśń powstała specjalnie dla drużyny Balian, grającej w rugby na wózkach inwalidzkich. Tytuł pochodzi od formy literackiej – jest to rodzaj podniosłego wezwania i pochwały bycia wytrwałym w walce. Utwór oparty na haśle „Wiara, siła, męstwo – to nasze zwycięstwo!” ma zagrzewać mężczyznę, a w szerszym znaczeniu – człowieka, do niepoddawania się pomimo przeciwności losu.

## Notowania
| Lista                               | Pozycja |
| ----------------------------------- | ------- |
| Polska Lista Przebojów w Beneluksie | 11      |
| Aferzasta Lista Przebojów           | 4       |
| Muzyczne Dary                       | 1       |
| NRD                                 | 1       |
| Lista SAR                           | 6       |
| SLiP                                | 1       |
| Turbo Top                           | 1       |

## Teledysk
Wideoklip do utworu „Hymn”, zrealizowany przez brat Patefon OFMConv, nakręcony został podczas koncertu Luxtorpedy w gdańskim Parlamencie (zdjęcia – Mateusz Brzeski) oraz na meczu zespołów Balian i Jokers w Bydgoszczy. W nagraniu uczestniczyli również członkowie zespołu Option Hoax. Premiera teledysku miała miejsce 26 maja 2012 r.